# Modelo de Kuramoto
El modelo de Kuramoto (o modelo de Kuramoto-Daido) es un modelo matemático utilizado para describir la sincronización propuesto por Yoshiki Kuramoto (蔵本 由紀?) en 1984; para describir el comportamiento de un gran conjunto de osciladores acoplados. Su formulación fue motivada por el comportamiento de sistemas de osciladores químicos y biológicos, y ha encontrado amplias aplicaciones en áreas como la neurociencia. Kuramoto se sorprendió bastante cuando vio que el comportamiento de algunos sistemas físicos, concretamente las matrices acopladas de uniones de Josephson, seguían su modelo.
El modelo hace varias suposiciones, incluyendo que hay un acoplamiento débil, que los osciladores son idénticos o casi idénticos, y que las interacciones dependen sinusoidalmente de la diferencia de fase entre cada par de objetos.

## Ecuaciones del modelo

### Definición inicial
En la versión más conocida del modelo de Kuramoto, se considera que cada uno de los osciladores tiene su propia frecuencia natural intrínseca {\displaystyle \omega _{i}}, y cada uno está acoplado por igual a todos los demás osciladores. Sorprendentemente, este modelo totalmente no lineal puede resolverse exactamente cuando el número de osciladores N tiende a infinito, N→ ∞; alternativamente, utilizando argumentos de autoconsistencia se pueden obtener soluciones de estado estacionario de r, el parámetro que describe el grado de sincronización del sistema.
La forma más popular del modelo tiene las siguientes ecuaciones de gobierno:
{\displaystyle {\frac {d\theta _{i}}{dt}}=\omega _{i}+{\frac {K}{N}}\sum _{j=1}^{N}\sin(\theta _{j}-\theta _{i}),\qquad i=1\ldots N},
donde el sistema se compone de N osciladores de ciclo límite, con fases {\displaystyle \theta _{i}} y constante de acoplamiento K.  Se puede añadir ruido al sistema mediante la introducción de un parámetro, {\displaystyle \zeta _{i}}, que fluctúa en función del tiempo, generando la nueva ecuación:
{\displaystyle {\frac {d\theta _{i}}{dt}}=\omega _{i}+\zeta _{i}+{\dfrac {K}{N}}\sum _{j=1}^{N}sin(\theta _{j}-\theta _{i})}

### Parámetros de orden
Para resolver este modelo, definimos dos nuevos "parámetros de orden": r, que representa la coherencia de fase de la población de osciladores y ψ, que indica la fase media. Así:
{\displaystyle re^{i\psi }={\frac {1}{N}}\sum _{j=1}^{N}e^{i\theta _{j}}\Rightarrow {\frac {d\theta _{i}}{dt}}=\omega _{i}+Kr\sin(\psi -\theta _{i})}
De esta manera, las ecuaciones de los osciladores ya no están explícitamente acopladas, sino que son los parámetros de orden los que gobiernan el comportamiento. Se puede hacer una transformación más, a un marco de rotación en el que la media estadística de las fases sobre todos los osciladores es cero (es decir, {\displaystyle \psi =0}), de manera que las ecuaciones de gobierno se convertirían en:
{\displaystyle {\frac {d\theta _{i}}{dt}}=\omega _{i}-Kr\sin(\theta _{i})}.

### Transformación cuando N→ ∞
Consideremos ahora el caso cuando N tiende a infinito.  Tomemos la distribución normalizada de las frecuencias naturales intrínsecas como g(ω) y supongamos que la densidad de osciladores en una fase dada θ, con una frecuencia natural dada ω, en el tiempo t sigue la función {\displaystyle \rho (\theta ,\omega ,t)}.  Dado que, como requisito de la normalización, la integral de {\displaystyle \rho (\theta ,\omega ,t)} entre {\displaystyle -\pi } y {\displaystyle \pi } siempre será 1, y, tomando v como la velocidad de deriva de los osciladores:
{\displaystyle \int _{-\pi }^{\pi }\rho (\theta ,\omega ,t)\,d\theta =1\Rightarrow {\frac {\partial \rho }{\partial t}}+{\frac {\partial }{\partial \theta }}[\rho v]=0}
De manera que: 
{\displaystyle {\frac {\partial \rho }{\partial t}}+{\frac {\partial }{\partial \theta }}[\rho \omega +\rho Kr\sin(\psi -\theta )]=0.}
Por último, podemos reescribir la definición de los parámetros de orden tal que:
{\displaystyle re^{i\psi }=\int _{-\pi }^{\pi }e^{i\theta }\int _{-\infty }^{\infty }\rho (\theta ,\omega ,t)g(\omega )\,d\omega \,d\theta .}

## Soluciones
El estado inherente en el cual todos los osciladores oscilan aleatoriamente ({\displaystyle r=0}) corresponde a la solución {\displaystyle \rho =1/(2\pi )}. En este caso, los osciladores se distribuyen uniformemente a través de todas las fases posibles, y la población se encuentra en un estado estacionario (aunque los osciladores individuales siguen cambiando de fase de acuerdo con su ω intrínseco).
Cuando la fuerza de acoplamiento K es suficientemente fuerte, es posible una solución totalmente sincronizada. En el estado totalmente sincronizado, todos los osciladores comparten una frecuencia común, aunque sus fases pueden ser diferentes.
Sin embargo, para valores intermedios de K, se produce un estado de sincronización parcial, un estado en el que solo algunos osciladores (los que están cerca de la frecuencia natural media del conjunto) se sincronizan; otros osciladores derivan de forma incoherente. Matemáticamente, el estado tiene las ecuaciones:
{\displaystyle \rho =\delta \left(\theta -\psi -\arcsin \left({\frac {omega}{Kr}}\right)\right)}
para los osciladores bloqueados, y:
{\displaystyle \rho ={\frac {\rm {constante\;de\;normalizacion}}{(\omega -Kr\sin(\theta -\psi ))}}}
para osciladores a la deriva. Este caso se produce cuando {\displaystyle |\omega |<Kr}.

## Variaciones del modelo

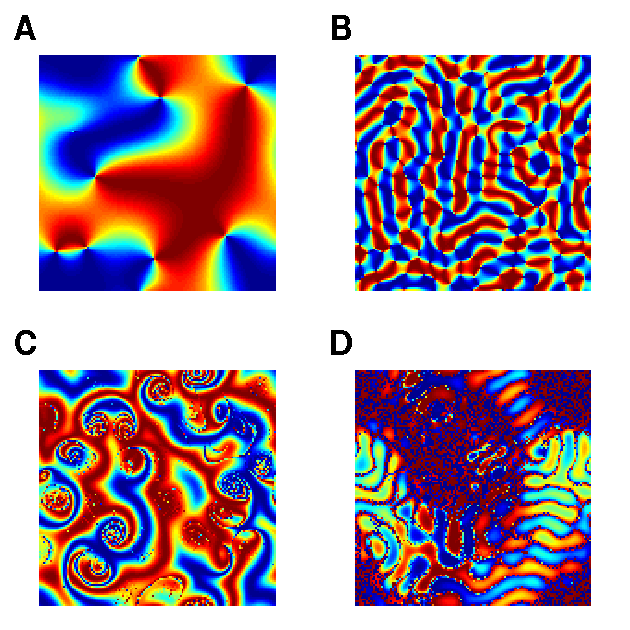
Patrones de sincronización distintos en un conjunto bidimensional de osciladores tipo Kuramoto con diferentes funciones de interacción de fase y topologías de acoplamiento espacial.
(A) Molinetes
(C) Quimeras
(B) Ondas
(D) Quimeras y ondas
La escala de colores indica la fase del oscilador

| (A) Molinetes (C) Quimeras | (B) Ondas (D) Quimeras y ondas |

### Influencia de la topología de la red
Además del modelo original, que considera que todos los osciladores interaccionan igualmente entre ellos independientemente de su distancia, se han desarrollado variaciones que tienen en cuenta topologías de red compleja que admiten estados quimera y comportamientos locales diferenciados.
En redes bidimensionales de Kuramoto con acoplamiento local difusivo, es habitual encontrar sincronía uniforme, ondas y espirales cuya estabilidad puede determinarse analíticamente utilizando los métodos del análisis de estabilidad de Turing.
La topología sobre la que se estudia el modelo Kuramoto puede hacerse adaptativa mediante el uso de un modelo de aptitud, lo que mejora la sincronización y la percolación de forma autoorganizada.

### Interacción variable entre osciladores
Algunos trabajos se han centrado en el modelo Kuramoto en redes en las que la fuerza de interconexión entre dos osciladores cualesquiera es arbitraria. La dinámica de este modelo es la siguiente:
{\displaystyle {\frac {d\theta _{i}}{dt}}=\omega _{i}+\sum _{j=1}^{N}a_{ij}\sin(\theta _{j}-\theta _{i}),\qquad i=1\ldots N}
donde {\displaystyle a_{ij}} es un número real positivo no nulo si el oscilador {\displaystyle j} está conectado al oscilador {\displaystyle i}. 
Este modelo permite un estudio más realista de, por ejemplo, la coordinación de bandadas de pájaros o de vehículos. Dado que el modelo de Kuramoto parece desempeñar un papel clave en la evaluación de los fenómenos de sincronización en el cerebro, estas variaciones podrían allanar el camino para una comprensión más profunda de los fenómenos de sincronización neuronal.

## Implementaciones de software
- pyclustering incluye una implementación en Python y C++ del modelo Kuramoto y sus modificaciones. También implementa redes oscilatorias (para el análisis de clusters, reconocimiento de patrones, coloreado de grafos, segmentación de imágenes) basadas en el modelo de Kuramoto.
- kuramoto es una librería de python que implementa el modelo de kuramoto y sus principales gráficos